# Géza Tóth
Géza Tóth, né le 25 janvier 1932 à Sorokpolány et mort le 4 octobre 2011 à Szombathely, est un haltérophile hongrois.

## Palmarès

### Jeux olympiques
- Médaille d'argent en -82,5 kg aux Jeux de 1964 à Tokyo (Japon)[2]